# Idioma jacaru
El jacaru (en jacaru: jaqaru /xaˈqaɾu/) es un idioma que pertenece a las lenguas aimaraicas, a la que también pertenecen el aimara y el cauqui. Se habla en las comunidades de Aiza, Colca y Tupe, en el distrito de Tupe de la provincia de Yauyos, en la sierra de la departamento de Lima, en Perú. Actualmente cuenta con alrededor de 704 hablantes y se encuentra en grave peligro de extinción.La mayoría de sus hablantes son bilingües y mujeres.

## Descripción lingüística
El jaqaru es una lengua aglutinante, de tipo nominativo-acusativo y con núcleo final con orden predominante SOV y posposicional.

### Fonología
El inventario consonántico del jacaru se representa en la tabla siguiente. Los símbolos a la izquierda representan los fonemas del idioma en el alfabeto fonético internacional, y los símbolos encerrados por paréntesis ⟨ ⟩ son sus equivalentes ortográficos, es decir, cómo se escriben estos fonemas de acuerdo al alfabeto usado por los jacaruhablantes y por el Gobierno del Perú.
|           |           | Labial   | Alveolar   | Postalveolar | Retrofleja | Velar    | Uvular   |
| --------- | --------- | -------- | ---------- | ------------ | ---------- | -------- | -------- |
| oclusiva  | sorda     | p ⟨p⟩    | t ⟨t⟩      | ṯʲ ⟨tx⟩      |            | k ⟨k⟩    | q ⟨q⟩    |
| oclusiva  | eyectiva  | pʼ ⟨pʼ⟩  | tʼ ⟨tʼ⟩    | ṯʲʼ ⟨txʼ⟩    |            | kʼ ⟨kʼ⟩  | qʼ ⟨qʼ⟩  |
| oclusiva  | aspirada  | pʰ ⟨pʼʼ⟩ | tʰ ⟨tʼʼ⟩   | ṯʲʰ ⟨txʼʼ⟩   |            | kʰ ⟨kʼʼ⟩ | qʰ ⟨qʼʼ⟩ |
| africada  | sorda     |          | t͡s ⟨tz⟩    | t͡ʃ ⟨ch⟩      | ʈ͡ʂ ⟨cx⟩    |          |          |
| africada  | eyectiva  |          | t͡sʼ ⟨tzʼ⟩  | t͡ʃʼ ⟨chʼ⟩    | ʈ͡ʂʼ ⟨cxʼ⟩  |          |          |
| africada  | aspirada  |          | t͡sʰ ⟨tzʼʼ⟩ | t͡ʃʰ ⟨chʼʼ⟩   | ʈ͡ʂʰ ⟨cxʼʼ⟩ |          |          |
| fricativa | fricativa |          | s          |              | ʃ ⟨sh⟩     | x ⟨j⟩    |          |
| nasal     | nasal     | m        | n          | ɲ ⟨ñ⟩        |            | ŋ ⟨nh⟩   |          |
| sonorante | lateral   |          | l          | ʎ ⟨ll⟩       |            |          |          |
| sonorante | rótica    |          | ɾ ⟨r⟩      |              |            |          |          |
| sonorante | semivocal | w        |            | j ⟨y⟩        |            |          |          |

El inventario vocálico distingue tres timbres /i a u/ y dos grados de cantidad o longitud (breve / ultrabreves en Hardman, largas /breves en Cerrón Palomino).

### Gramática
En el jacaru, existen partículas de inventario cerrado que aparecen, con frecuencia, sin sufijos (a diferencia de las categorías léxicas, donde es muy rara la aparición de una raíz aislada). Se encuentran en esta última clase los saludos, las negaciones y las fórmulas especiales (por ejemplo, elementos equivalentes a "tal vez"). Asimismo, presenta palabras categoremáticas, que funcionan como pronombres. No existen en la lengua palabras morfemáticas; es decir, no hay artículos, preposiciones  o conjunciones; las funciones correspondientes a estas palabras se expresan mediante sufijos.
La gramática del jacaru presenta diferencias importantes respecto a de la del español.

## Descripción cultural
Según los estudios, el origen del jaqaru proviene de la civilización Huari (600 d. C.–700 d. C.) y no se ha eximido del contacto con el castellano. Los jaqaru hablantes han tomado algunos préstamos de aquella lengua adaptándolos a sus patrones configuracionales, como es el caso de uwija “oveja”, lichi “leche”, jáwasha “habas” y kisu “queso”.